# Джонни Д.
«Джонни Д.» (англ. Public Enemies — рус. Враги народа) — фильм режиссёра Майкла Манна, экранизация документальной книги Брайана Барроу «Враги общества: величайшая волна преступности в Америке и рождение ФБР, 1933—1934» (англ. Public Enemies: America’s Greatest Crime Wave And The Birth Of The FBI, 1933-1934).

## Сюжет
1933 год. Джон Диллинджер проникает в тюрьму штата Индиана и помогает своим напарникам совершить побег. Во время перестрелки охранники застрелили его наставника Уолтера. Диллинджер и компания направляются на ближайшую ферму, где они переодеваются и едят, прежде чем отправиться в безопасный дом в восточной части Чикаго.
После убийства Чарльза Флойда агент ФБР Мелвин Пёрвис назначается Дж. Эдгаром Гувером главным в преследовании Диллинджера. Первис разделяет веру своего начальника в использование современных методов борьбы с преступностью, начиная от каталогизации отпечатков пальцев и заканчивая прослушиванием телефонных линий.
В перерывах между ограблениями банков Диллинджер знакомится с гардеробщицей Эвелин Фрешетт, произведя на неё впечатление покупкой шубы. Её чувства сохраняются и после того, как преступник раскрывает ей свою личность.
Первис решает задержать Диллинджера в отеле, но засада оказывается неудачной, и агент ФБР убит сбежавшим вместе с Томми Кэроллом Малышом Нельсоном. Первис просит Гувера прислать ему опытных агентов из южных штатов для борьбы с закоренелыми убийцами, среди прибывших на помощь оказывается офицер разведки Чарльз Уинстед.
После пожара в отеле «Конгресс» в аризонском Тусоне Диллинджера и его банду задерживают, после чего его экстрадируют в Индиану и помещают в тюрьму округа Лейк в Краун-Пойнт. Диллинджер с сокамерниками с помощью фальшивого пистолета организуют побег, но с Эвелин ему не удаётся встретиться из-за слежки полиции. Чикагский синдикат во главе с Фрэнком Нитти внезапно прекращает поддержку Диллинджера и его соратников, в ходе личной встречи выясняется: грабежи банков гораздо менее выгодны букмекерства, а совершаемые грабителями преступления побуждают ФБР преследовать преступников по всей стране, что ставит под угрозу курируемый Нитти бизнес. Диллинджер вместе с Гамильтоном вынужден искать деньги в другом месте.
Кэрролл уговаривает Диллинджера объединиться с Нельсоном и похитить 800 тыс. долл. из банка в Су-Фолсе в Южной Дакоте. Во время побега Диллинджер и Кэрролл получают ранения, причём последнего приходится оставить. Группа располагается в "Little Bohemia Lodge" в Манитовиш-Уотерс, выручка в 46 тыс. долл. оказывается значительно меньше ожидаемой. Диллинджер надеется освободить из тюрьмы остальных членов своей банды, но Гамильтон убеждает его в маловероятности подобного исхода событий.
Первис и его люди задерживают Кэрролла и пытают его, чтобы узнать местонахождение банды. Получив нужные сведения, ФБР организует засаду. Агенты Уинстед и Хёрт преследуют Диллинджера и Гамильтона в лесу, в ходе перестрелки Гамильтон получает смертельное ранение. Нельсон, Эд Шаус и Ван Метер угоняют автомобиль ФБР, убивая при этом напарника Первиса Картера Баума. После автомобильной погони Первис и его люди убивают Нельсона и остальных членов банды. Гамильтон умирает, предлагая Диллинджеру отпустить Фрешетт.
Диллинджер встречает Фрешетт и говорит ей о плане совершить ещё одно ограбление, после чего они с необходимой денежной суммой вместе сбегут. Когда Диллинджер высаживает её в таверне, которую он считает безопасной, её арестовывают и жестоко избивают за отказ раскрыть местонахождение преступника. В конце концов Первис останавливает жестокий допрос девушки. Диллинджер соглашается участвовать в ограблении поезда с Элвином Карписом и бандой Баркера, намереваясь бежать из страны на следующий день. Он получает записку от Фрешетт через её адвоката Луи Пике, в которой он просит его не вызволять её из тюрьмы, поскольку она будет освобождена через два года.
Первис под угрозой депортации заручается поддержкой знакомой гангстера Анны Сейдж. Вместе с Диллинджером они идут посмотреть «Манхэттенскую мелодраму», а при выходе из кинотеатра их встречают Первис и агенты ФБР. Диллинджер замечает полицейское подразделение, но его застреливают, прежде чем он успевает прицелиться. Уинстед становится на колени перед умирающим Диллинджером, пытаясь прислушаться к его последним словам. Первис отправляется с докладом Гуверу, в то время как вокруг трупа начинают собираться прохожие.
Уинстед встречается с Эвелин в тюрьме, которая уже знает о смерти возлюбленного. Уинстед говорит ей, что перед смертью Диллинджер произнёс: «Скажи от меня Билли: „Прощай, Блэкберд“». После ухода Уинстеда Фрешетт начинает плакать.

## В ролях
| Актёр           | Роль                            |
| --------------- | ------------------------------- |
| Джонни Депп     | Джон Диллинджер                 |
| Кристиан Бейл   | Мелвин Пёрвис                   |
| Лили Собески    | Поли Гамильтон                  |
| Билли Крудап    | Джон Эдгар Гувер                |
| Джованни Рибизи | Элвин Карпис                    |
| Ченнинг Татум   | Красавчик Флойд                 |
| Эмили де Рэйвин | Барбара Пацке                   |
| Марион Котийяр  | Эвелин «Билли» Фрешетт          |
| Дэвид Уэнем     | Пит Пайерпонт                   |
| Стивен Дорфф    | Гомер Ван Метер                 |
| Бранка Катич    | Анна Сейдж                      |
| Джейсон Кларк   | Джон «Красный» Гамильтон        |
| Стивен Грэхем   | Малыш Нельсон                   |
| Билл Кэмп       | Фрэнк Нитти                     |
| Ричард Шорт     | Самуэль П. Каули                |
| Кристиан Столт  | Чарльз Макли                    |
| Лили Тейлор     | шериф Лилиан Холли              |
| Стивен Лэнг     | особый агент ФБР Чарльз Уинстед |
| Шоун Хэтоси     | Джон Мадала                     |
| Дон Фрай        | Кларенс Нарт                    |
| Джеймс Руссо    | Уолтер Дитрих                   |
| Рори Кокрейн    | агент ФБР Картер Баум           |
| Кэри Маллиган   | Кэрол                           |

## Создание фильма
Первые наброски сценария фильма про Джона Диллинджера режиссёр сделал ещё в 1970-е годы. Новый импульс к созданию фильма дало раскрытие архивов ФБР в начале 2000-х (и выход книги Брайана Барроу «Враги общества: Величайшая волна преступности в Америке и рождение ФБР»).